# Marie McGilvary
Marie McGilvary née en 1976, est une spécialiste de BMX américaine.

## Palmarès

### Championnats du monde
- 1996
  - 8e du championnat du monde de BMX
- 1997
  - 3e du championnat du monde de BMX
- 1998
  - 2e du championnat du monde de BMX
- 2001
  - 2e du championnat du monde de BMX

### Autres
- 1996
  - The Swatch-UCI BMX World Cup - Étape d'Orlando (Floride-USA) : 6e
  - UCI ranking 1996 : 4e
- 1997
  - The Swatch UCI-BMX World Challenge - Étape de Saskatoon (Canada) : 3e